# تسیووری
تسیووری (به لاتین: Tsivory) یک منطقهٔ مسکونی در ماداگاسکار است که در بخش آمبوآساری سود واقع شده‌است. تسیووری ۱٬۲۲۷ کیلومتر مربع مساحت و ۱۸٬۶۹۴ نفر جمعیت دارد و ۴۰۰ متر بالاتر از سطح دریا واقع شده‌است.